# Gare de Jarrie - Vizille
Gare de Jarrie - Vizille vasútállomás Franciaországban, Jarrie településen.

## Vasútvonalak
Az állomást az alábbi vasútvonalak érintik:
- Lyon-Perrache-Grenoble-Marseille-vasútvonal
- Tram line Jarrie - Bourg-d'Oisans

## Kapcsolódó állomások
A vasútállomáshoz az alábbi állomások vannak a legközelebb:
- Gare de Pont-de-Claix
- Gare de Saint-Georges-de-Commiers